# Julia Stingl
Julia Carolin Stingl (* 1971 in Nürnberg, ehemals Julia Carolin Kirchheiner) ist eine deutsche Pharmakologin und Hochschullehrerin am Universitätsklinikum Heidelberg der Ruprecht-Karls-Universität Heidelberg.

## Leben und Wirken
Nach dem Abitur am Willstätter-Gymnasium Nürnberg 1990 studierte Stingl ab 1991 Humanmedizin an der Universität Frankfurt am Main. 1997 schloss sie ihr Studium ab und wurde im selben Jahr in Frankfurt zur Dr. med. promoviert. Ihre anschließende Zeit als Ärztin im Praktikum leistete sie bis 1999 am Charité Campus Benjamin Franklin ab und nahm anschließend an der Charité eine Stellung als wissenschaftliche Mitarbeiterin im Institut für Klinische Pharmakologie an. 2003 wurde Stingl als Fachärztin für Klinische Pharmakologie zugelassen. Im folgenden Jahr habilitierte sie sich für das Fach Klinische Pharmakologie an der Charité und war anschließend als wissenschaftliche Mitarbeiterin am Institut für Pharmakologie der Universität zu Köln tätig. Ihre Habilitationsschrift trug den Titel Pharmakogenetisch basierte Therapieempfehlungen. Seit 2004 ist sie zudem außerordentliches Mitglied der Arzneimittelkommission der deutschen Ärzteschaft.
2006 wurde Stingl von der Universität Ulm auf den Lehrstuhl für Klinische Pharmakologie am Institut für Naturheilkunde und Klinische Pharmakologie berufen, den sie bis 2013 innehatte. Von 2012 bis 2019 war sie Vizepräsidentin und Forschungsleiterin am Bundesinstitut für Arzneimittel und Medizinprodukte sowie kooptierte Professorin für Translationale Pharmakologie an der Universität Bonn. 2019 lehnte sie einen erneuten Ruf der Universität Ulm ab, nahm aber gleichzeitig einen Ruf auf den Lehrstuhl Molekulare Pharmakologie der RWTH Aachen an, wo sie zudem Direktorin des Instituts für Klinische Pharmakologie am Universitätsklinikum Aachen wurde. 2025 wechselte Stingl als Ärztliche Direktorin der Abteilung für Klinische Pharmakologie und Pharmakoepidemiologie an das Universitätsklinikum Heidelberg.

## Forschungsschwerpunkte
Stingls Forschungsschwerpunkte liegen vor allem im Bereich der Pharmakogenetik und der Pharmakogenomik, der personalisierte Arzneimitteltherapie mit dem Unterschwerpunkt Präzisionsdosierung und hier insbesondere Arzneimittelwechselwirkungen vor allem im Bereich von Psychopharmaka und der Polypharmazie sowie außerdem der Alterspharmakologie.

## Publikationen (Auswahl)
- Molekulargenetischer Nachweis von Mutationen des K-ras-Gens an humanen Pankreaskarzinomen anhand DNA-Sequenzanalyse und Analyse von DNA-Einzelstrang-Polymorphismen (SSCP). Tectum-Verlag, Marburg 1997, ISBN 978-3-8288-0224-7 (zugleich Dissertation).
- Arzneitherapieempfehlungen auf pharmakogenetischer Basis. Universitätsverlag Humboldt-Universität Berlin, 2004.
- mit Katharina Luise Kaumanns et al.: Individualized versus standardized risk assessment in patients at high risk for adverse drug reactions (IDrug) – study protocol for a pragmatic randomized controlled trial. Universitätsverlag Friedrich-Alexander-Universität Erlangen-Nürnberg, 2016 (englisch).
- mit Catharina Scholl et al.: Genetic polymorphism of CYP2C19 and subcortical variability in the human adult brain. Universitätsverlag RWTH Aachen, 2021 (englisch).
- mit Jason Radermacher et al.: Pharmacogenetic dose modeling based on cyp2c19 allelic phenotypes. Universitätsverlag RWTH Aachen, 2021 (englisch).
- Herausgeberin mit Katja Just und Michael Paulzen: Klinische Pharmakologie in der psychotherapeutischen Arbeit: Ein patientenzentriertes Lehrbuch für Studium. Kohlhammer, Stuttgart 2023, ISBN 978-3-17-043062-4.
- mit Eleni Aklillu et al.: “Always look at the outliers”: in memoriam Leif Bertilsson. Universitätsverlag RWTH Aachen, 2021 (englisch).